# Cimetières de la Guillotière
Les cimetières de la Guillotière sont deux cimetières de la ville de Lyon, situés dans le quartier de la Guillotière, dans les 7e et 8e arrondissements de la ville. Ils ont été fondés au XIXe siècle pour faire face à la pénurie de lieux où enterrer les morts. On distingue le cimetière ancien (ouvert en 1822) et le cimetière nouveau (ouvert en 1859) ; ils sont séparés par le boulevard des Tchécoslovaques, l'avenue Berthelot et la ligne de Paris-Lyon à Marseille-Saint-Charles.

## Histoire
Avant la fin du XVIIe siècle n'existaient à Lyon que des cimetières paroissiaux de taille réduite.
En 1695 fut créé, pour accueillir notamment les morts de l'Hôtel-Dieu, le cimetière dit « de la Madeleine ».
En 1807, sous le mandat de Nicolas Fay de Sathonay, est créé le cimetière de Loyasse, sur la colline de Fourvière.
Mais ceux-ci restent très insuffisants face aux besoins d'une cité industrielle en expansion démographique rapide.
Lors de la séance du 1er mars 1795 (11 ventôse de l'an III) est décidée la création du cimetière ancien de La Guillotière, 92 boulevard des Tchécoslovaques, dans le lieu-dit Clos Macors (préféré aux Communaux de la Tête d'Or et à la Loge de la Bienfaisance, située aux Brotteaux), sur la commune de La Guillotière, le long de la grand'route de Grenoble. Ce terrain appartenait précédemment à Balthazard Jean Macors ; celui-ci fut condamné à mort, le 5 décembre 1793 (15 frimaire de l'an II) par la commission révolutionnaire de Lyon, en tant que contre-révolutionnaire.
Cependant, le cimetière n'ouvre qu'en 1822. Lors du rattachement de la commune de La Guillotière à Lyon en 1852, il devient ainsi le principal cimetière de la ville de Lyon. Néanmoins, dès 1854, il s'avère insuffisant.
De nouvelles extensions du cimetière de Loyasse sont envisagées, mais c'est finalement ici qu'est ouvert un nouveau cimetière, en septembre 1859, au sud de la route de Grenoble.
Les deux cimetières, distant d'une centaine de mètres, sont actuellement séparés par le croisement de l'avenue Berthelot et le faisceau de voies ferrées reliant la gare de la Part-Dieu à celle de Perrache.
Le cimetière nouveau de la Guillotière dont l'entrée se situe 228 avenue Berthelot.
D'après un recensement effectué en 1990, les deux cimetières de la Guillotière comptaient à cette date environ 40 000 tombes.

## Description
Le cimetière ancien ouvre en 1822, son entrée se trouvait à l'origine rue du Repos. Aujourd'hui, son entrée se trouve au 92 boulevard des Tchécoslovaques, dans le 7e arrondissement de Lyon. Il est le plus petit des deux, avec une superficie de 5,4 hectares. Il est délimité par la rue de l’Épargne au nord, le boulevard des Tchécoslovaques à l'est, l'avenue Berthelot au sud et la rue du Repos à l'ouest.
À l'ouest du cimetière, du côté de l'ancienne entrée, l'on trouve les tombes anciennes de familles qui ont marqué l'histoire de la ville. À l'est, du côté de l'entrée actuelle, les sépultures plus modernes datent pour la plupart des années 1980. Ainsi, deux époques, et deux identités s'inscrivent dans un même lieu.
Le cimetière nouveau est créé en 1859. Il est le plus grand cimetière lyonnais avec une superficie de 18 hectares. Son entrée se trouve au 228 avenue Berthelot. Il est délimité par l'avenue Berthelot au nord-est, la rue Audibert et Lavirotte au sud-est, la rue Pierre Delore au sud-ouest et la ligne de Paris-Lyon à Marseille-Saint-Charles au nord-ouest. Organisé en allées concentriques par Joseph Gay, plusieurs tombes monumentales ont été construites, notamment : le tombeau des Rancy, circassiens, surmonté de têtes de chevaux ; la chapelle des frères Lumière ; ainsi que des sépultures ornées de statues le long de l'allée centrale menant au crématorium.

## Personnalités
De nombreux Lyonnais célèbres y sont enterrés : les frères Auguste (mort le 10 avril 1954) et Louis Lumière (mort le 6 juin 1948), Marius Berliet (mort le 17 avril 1949), les peintres Paul Louis Séraphin Jenoudet (mort en 1886) et Hector Allemand (mort en 1886), le professeur Victor Grignard, prix Nobel de chimie (mort le 13 décembre 1935), l'acteur Georges Grey (mort en 1954), l'animateur de télévision Jacques Martin (mort en 2007), Henri Malartre fondateur du musée automobile de Rochetaillée (mort en 2005).

## Galerie

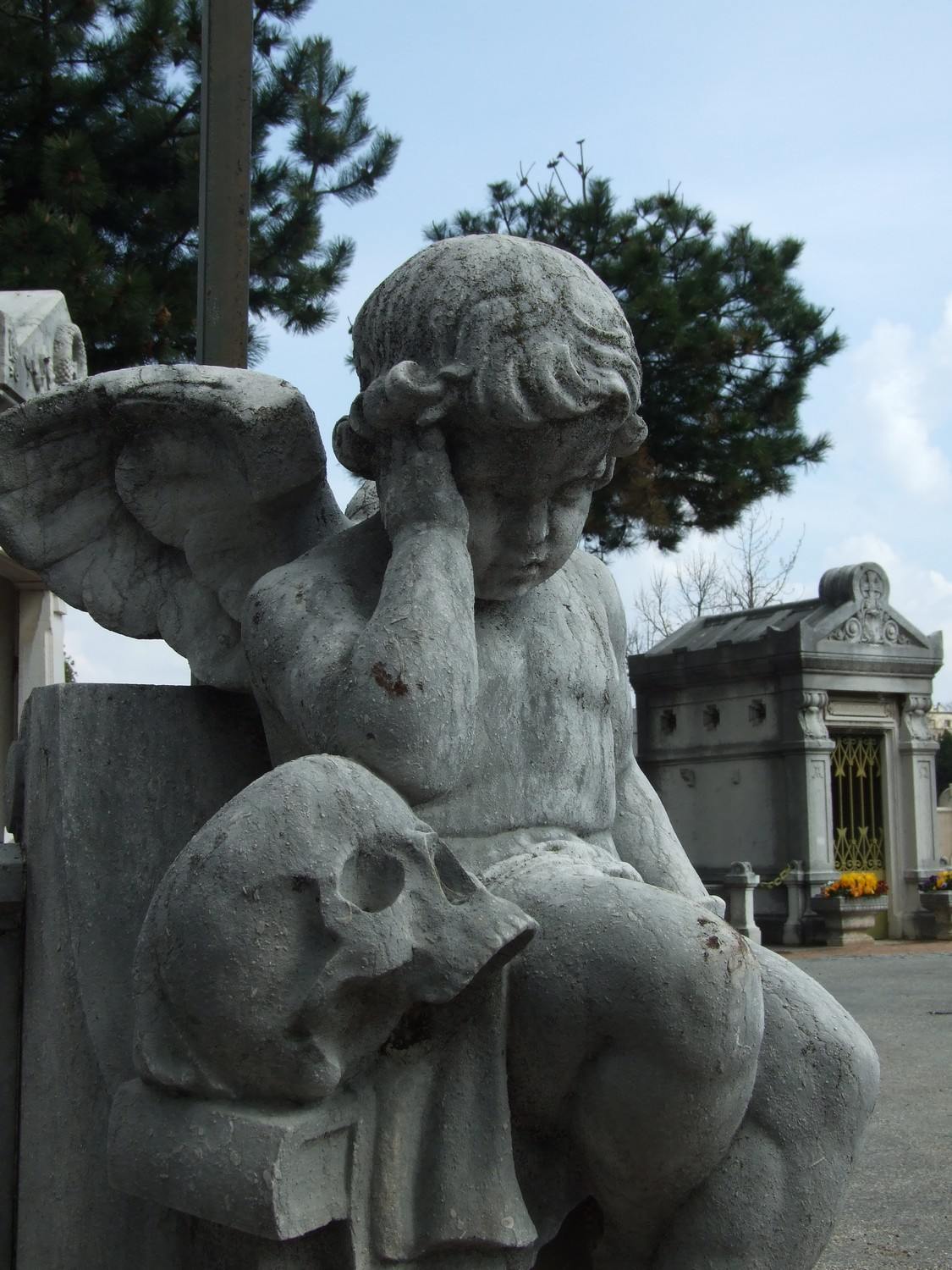
Une vanité locale, ange s'accoudant sur un crâne.
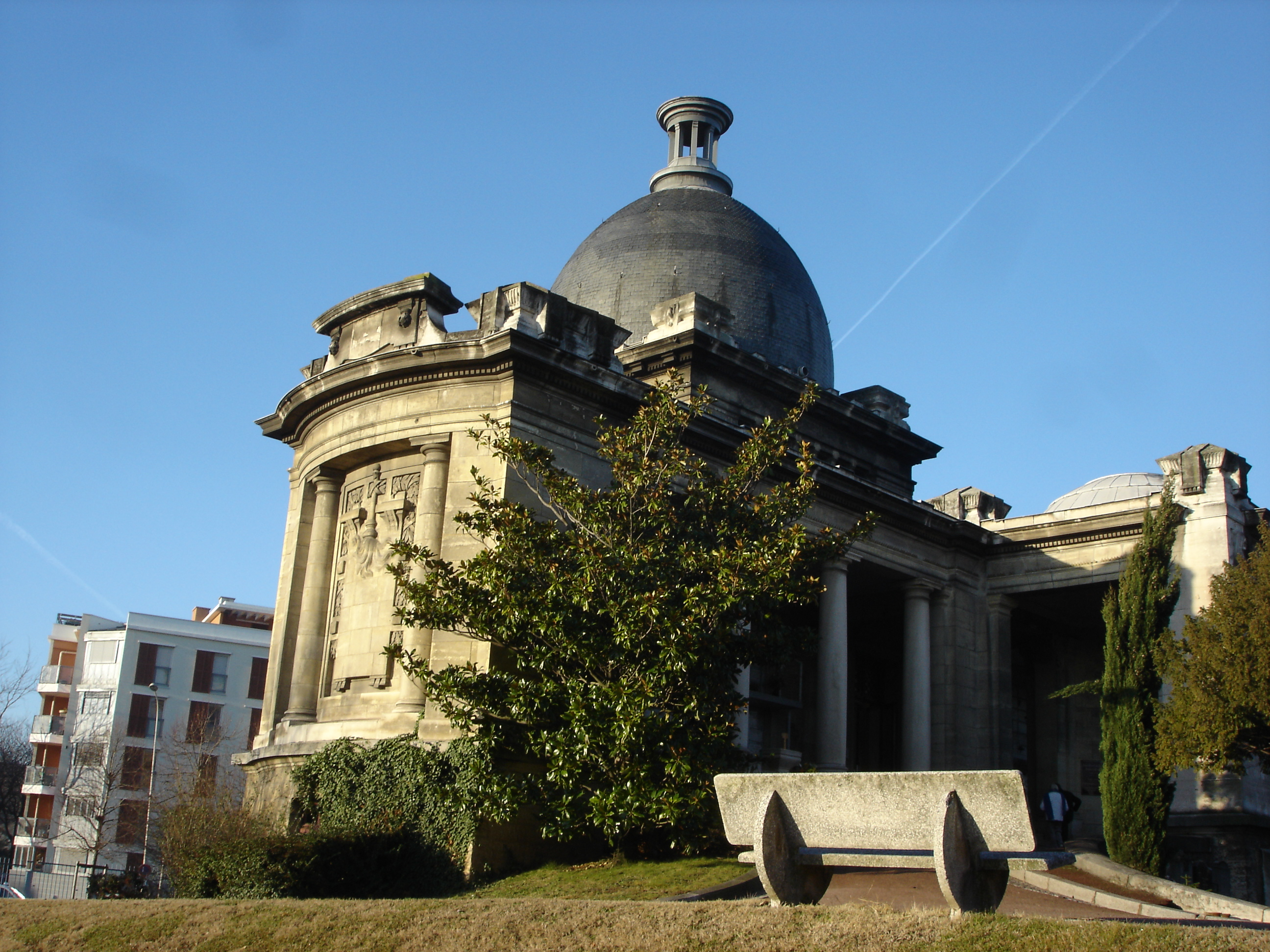
Le crématorium du nouveau cimetière de la Guillotière.
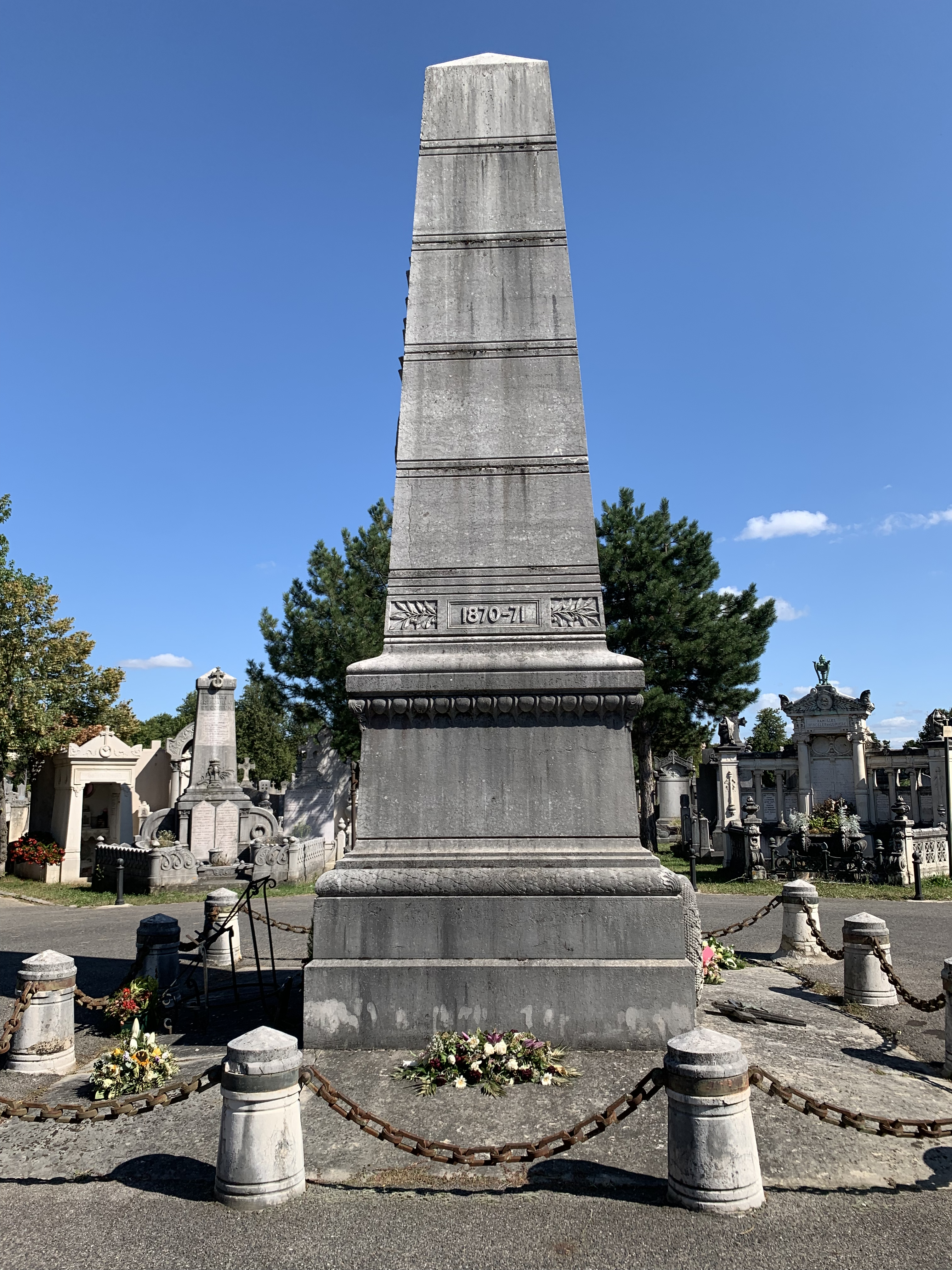
Monument aux morts de la guerre de 1870, au nouveau cimetière.
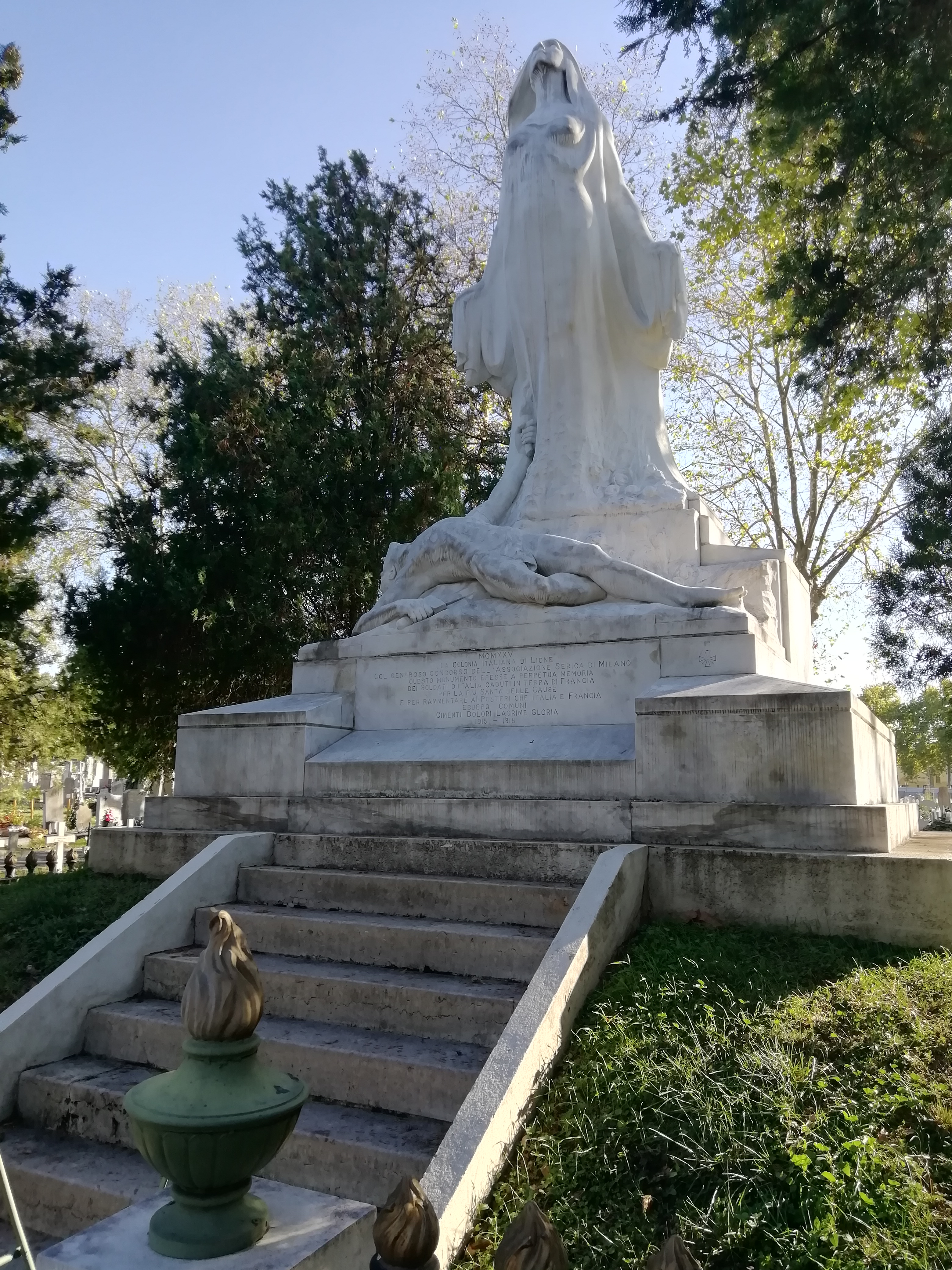
Monument aux morts italiens de Lyon, lors de la Première Guerre mondiale.
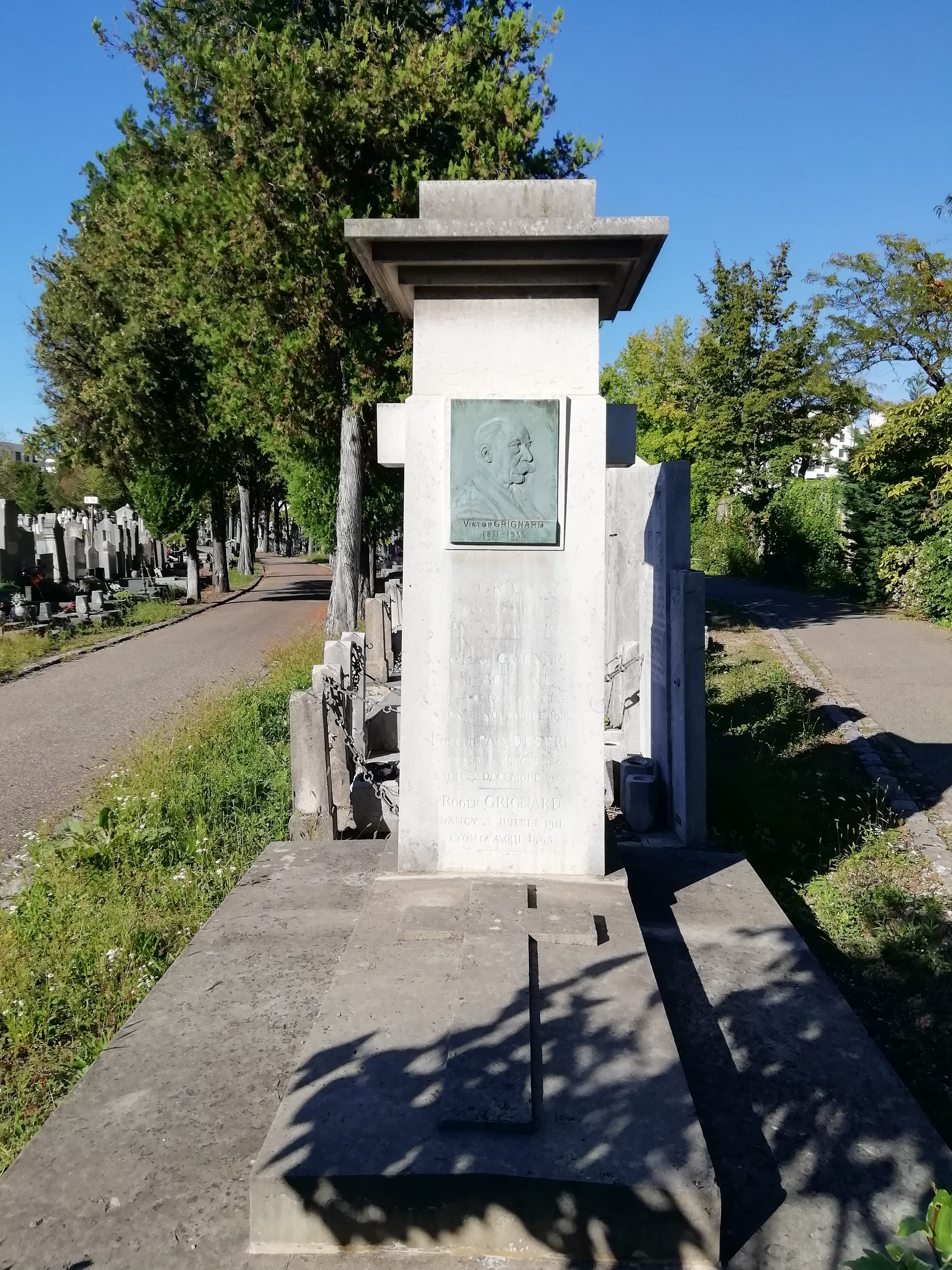
Tombe Victor Grignard, prix Nobel de chimie.
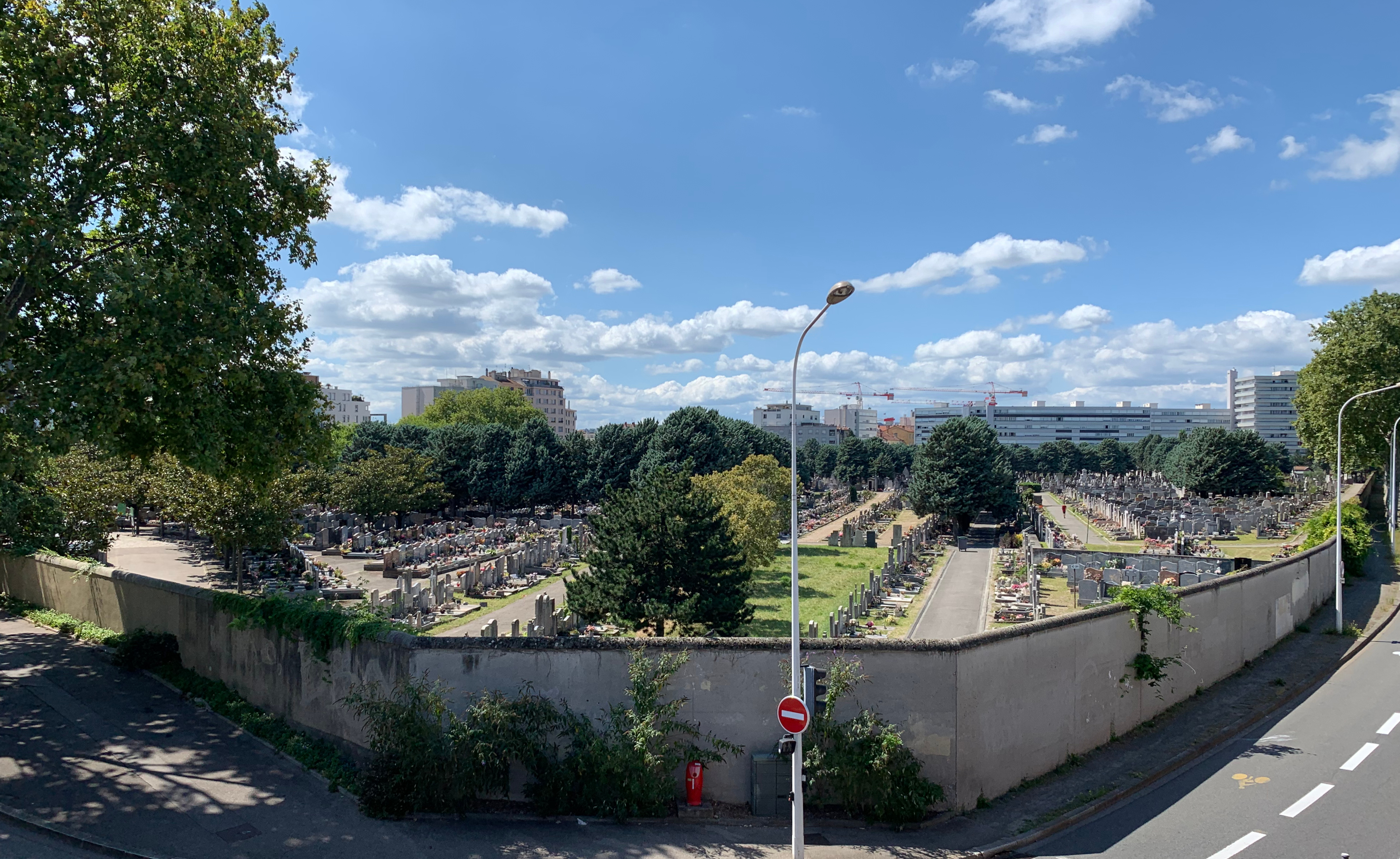
Vue du cimetière ancien de la Guillotière.